# Swertia tetraptera
Swertia tetraptera là một loài thực vật có hoa trong họ Long đởm. Loài này được Maxim. miêu tả khoa học đầu tiên năm 1881.